# Moralane
Moralane is een dorp in het district Central in Botswana. De plaats telt 866 inwoners (2011).